# Parastenaropodites

Parastenaropodites  (лат.) — ископаемый род насекомых из семейства Mesorthopteridae (отряд Grylloblattida). Пермский и триасовый периоды. Около 10 видов.

## Описание
Длина переднего крыла — от 2 до 3 см. Лапки 5-члениковые. Апикальный сегмент лапок с 2 коготками и крупным аролиумом между ними. Голова маленькая, усики и церки многочлениковые. Пронотум вытянутый, расширенный кзади. Бёдра и голени без шипов. Передние крылья 2—3 см, без волосков. Жилка CuA c 8—12 ветвями.  Сестринские таксоны: Austroidelia, Mesoidelia, Mesorthopterina, Mesorthopteron, Palaeomesorthopteron, Permorthopteron, Sharovites, Tshermyaninus. Род был впервые описан в 1996 году российским палеоэнтомологом Сергеем Стороженко (Биолого-почвенный институт ДВО РАН, Владивосток) по ископаемым отпечаткам.
- P. aquilonius
- P. circumhumatus
- P. exossis
- P. fluxa
- P. intricatus
- P. panneus
- P. rigidus
- P. stirps
- P. vyatica